# Cevdet Sunay
Cevdet Sunay (Ataköy, Çaykara, 10 februari 1899 – Istanbul, 22 mei 1982) was een Turkse legerofficier en de vijfde president van Turkije.

## Levensloop
Sunay werd geboren in 1899 in het Ottomaanse Rijk. Na het doorlopen van de basisschool en middelbare school in Erzurum en Edirne, bezocht hij de Militaire Middelbare School Kuleli in Istanboel. In 1918, ten tijde van de Eerste Wereldoorlog, werd hij door de Britten in Egypte krijgsgevangen genomen. Na zijn vrijlating vocht hij aan achtereenvolgens het zuidelijke en westelijke front in de Turkse Onafhankelijkheidsoorlog. In 1927 rondde hij zijn militaire opleiding af en in 1949 bracht hij het uiteindelijk tot viersterrengeneraal. In 1960 werd hij opperbevelhebber van de landstrijdkrachten en nog later stafchef.
Sunay werd op 14 maart 1966 benoemd tot lid van de Turkse senaat, opdat hij president Cemal Gürsel zou kunnen opvolgen, die met een slechte gezondheid kampte. Diezelfde maand nog, op 28 maart, werd Sunay tot president gekozen. Ondanks studentenrellen en coupdreigingen, diende hij de grondwettelijke termijn van zeven jaar tot 28 maart 1973 volledig uit. Na zijn aftreden werd hij senator voor het leven, waaraan door een militaire staatsgreep in 1980 echter een einde kwam.
Sunay, die in 1929 was getrouwd, had drie kinderen.
Mustafa Kemal Atatürk · İsmet İnönü · Celal Bayar · Cemal Gürsel · Cevdet Sunay · Fahri Korutürk · Kenan Evren · Turgut Özal · Süleyman Demirel · Ahmet Necdet Sezer · Abdullah Gül · Recep Tayyip Erdoğan